# Stará Voda (Hradec Králové)
Stará Voda è un comune della Repubblica Ceca facente parte del distretto di Hradec Králové, nella regione omonima.